# Alfa (etología)

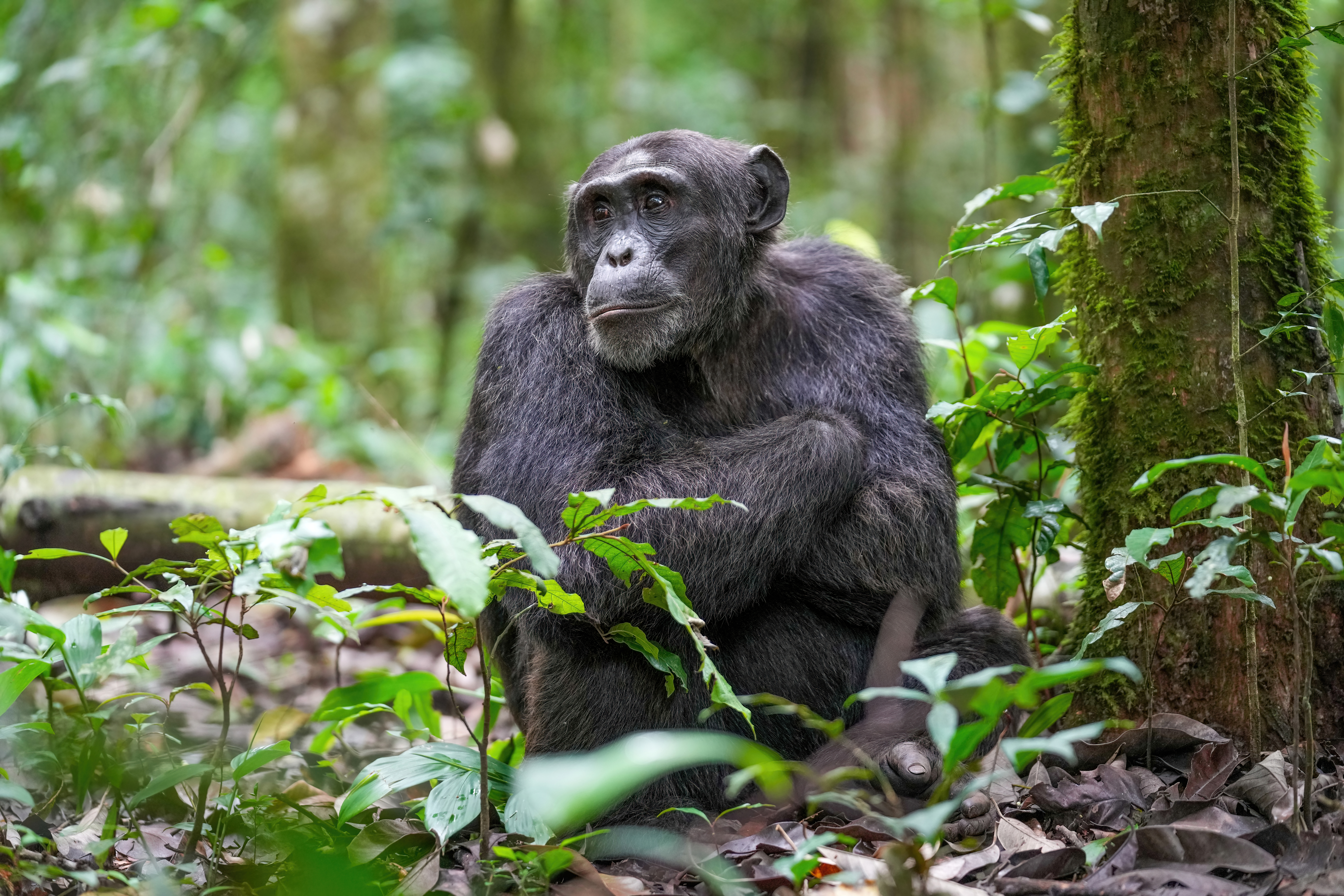
Chimpancé macho alfa en el bosque nacional de Kibale

En los estudios de los animales sociales, el término alfa fue utilizada por primera vez en 1947 por Rudolf Schenkel de la Universidad de Basilea, quien basó sus hallazgos en la investigación del comportamiento de los lobos grises cautivos. Se utiliza para referirse al individuo en la comunidad con mayor rango, a quien los otros siguen. Actualmente se habla tanto de machos como de hembras alfa, tanto sean parejas reproductivas como no, y uno de los aspectos claves del rol de los alfas en especies estudiadas en su hábitat natural, tanto machos como hembras, es la protección de individuos más débiles y la resolución de conflictos. Cuando un macho y una hembra cumplen este rol se hablaba de pareja alfa. 

## Ejemplos

### Primates
Los chimpancés comunes y los bonobos usan la fuerza, la inteligencia y principalmente las alianzas políticas para establecer y mantener la posición alfa. Tanto chimpancés como bonobos tienen tanto machos como hembras alfa, pero en los chimpancés los machos son dominantes sobre las hembras, mientras que en los bonobos, las hembras son dominantes sobre los machos. La posición de alfa no sólo implica el acceso privilegiado a la reproducción y/o a la comida, también conlleva obligaciones sociales como mantener la paz, dirimir conflictos de manera imparcial, consolar a los miembros del grupo y proteger a los miembros más jóvenes o débiles.
En los chimpancés, los machos alfa que solo usan la intimidación y la agresión para mantener su posición a menudo son derrocados rápidamente, muchas veces, de manera violenta. Los chimpancés comunes muestran deferencia hacia el alfa de la comunidad mediante posturas y gestos ritualizados, como presentar la espalda, agacharse, inclinarse o balancearse. Los chimpancés de menor rango que el macho alfa ofrecerán su mano mientras gruñen al macho alfa como signo de sumisión.
Mientras que en los chimpancés las posiciones alfa de machos y hembras son parcialmente independientes, en los bonobo, los machos debe ser aceptado por la hembra alfa para escalar en la posición social. Los bonobos, tanto machos como hembras usan el sexo para fortalecer las relaciones sociales y establecer alianzas. Las hembras de alto rango rara vez interactúan sexualmente con otras hembras, pero las hembras de bajo rango interactúan sexualmente con todas las hembras.
Los gorilas usan la intimidación para establecer y mantener la posición alfa. Un estudio realizado con respecto al comportamiento reproductivo de los gorilas de montaña machos encontró más evidencia de que los machos dominantes son favorecidos para engendrar descendencia, incluso cuando hay un mayor número de machos en un grupo de tamaño notablemente ampliado. El estudio también concluyó que el acceso de apareamiento disminuyó menos abruptamente con el estado; Alfa, beta y gamma que muestran un éxito de apareamiento más similar, en comparación con lo que se había pensado anteriormente.
Un estudio sobre la asociación de machos alfa y hembras durante la temporada de no reproducción en monos capuchinos salvajes examinó si los machos alfa son el compañero preferido para las hembras y, en segundo lugar, si el estado alfa femenino y la relación con el alfa. Los resultados indicaron que los machos alfa son el compañero preferido para las hembras adultas. Sin embargo, solo las hembras alfa tenían interacciones fuertes con los machos alfa en virtud de una jerarquía de dominación entre las hembras en las que solo las hembras más dominantes y fuertes podían interactuar con el macho alfa.

### Cánidos
En el pasado, la opinión predominante sobre las manadas de lobos grises era que consistían en individuos compitiendo entre sí por el dominio, a los lobos grises dominantes se los denominaba 'alfa' machos y hembras, y los subordinados como 'beta' y 'omega'. Esta terminología fue utilizada por primera vez en 1947 por Rudolf Schenkel de la Universidad de Basilea, quien basó sus hallazgos en la investigación del comportamiento de los lobos grises cautivos. Este punto de vista sobre la dinámica de la manada de lobos grises fue popularizado más tarde por el investigador L. David Mech en su libro de 1970 'El lobo'. Más tarde encontró evidencia adicional de que el concepto de un macho alfa puede haber sido una interpretación de datos incompletos y rechazó formalmente esta terminología en 1999. Explicó que se basaba en gran medida en el comportamiento de las manadas cautivas que consisten en individuos no relacionados y agrupados artificialmente. Una vez prevaleció la idea de que la formación de manadas salvajes ocurría en invierno entre lobos grises independientes, investigaciones posteriores sobre lobos grises salvajes revelaron que la manada suele ser una familia compuesta por una pareja reproductora y su descendencia de los uno a tres años anteriores. En el artículo, Mech escribió que el uso del término 'alfa' para describir la pareja reproductora no agrega información adicional, y 'no es más apropiado que referirse a un progenitor humano o un ciervo como alfa'. Señala además que la terminología implica falsamente una 'jerarquía de dominación basada en la fuerza'. En trece años de observaciones en verano de lobos salvajes, no presenció concursos de dominación entre ellos.
En algunos otros cánidos salvajes, el macho alfa puede no tener acceso exclusivo a la hembra alfa. Otros miembros de la manada como en el perro salvaje africano pueden proteger la guarida materna utilizada por la hembra alfa.

## En la cultura popular
La popularización de este término para describir a los humanos ha sido ampliamente criticada por los científicos, particularmente porque se popularizó con base en las primeras descripciones de Mech, basadas en animales en cautiverio, en grupos artificialmente numerosos e inusualmente agresivos. El macho alfa en la cultura popular es un individuo caracterizado por la dureza emocional, la resistencia física y la implacabilidad, mientras que en los machos alfas en la naturaleza suelen ser empáticos, imparciales y deben su rol principalmente a su capacidad para establecer y mantener relaciones sociales.